# Pluton
Pluton (altgriechisch Πλούτων Ploútōn, lateinisch auch Pluto) ist in der griechischen und römischen Mythologie der Gott der Totenwelt in der Erdtiefe.

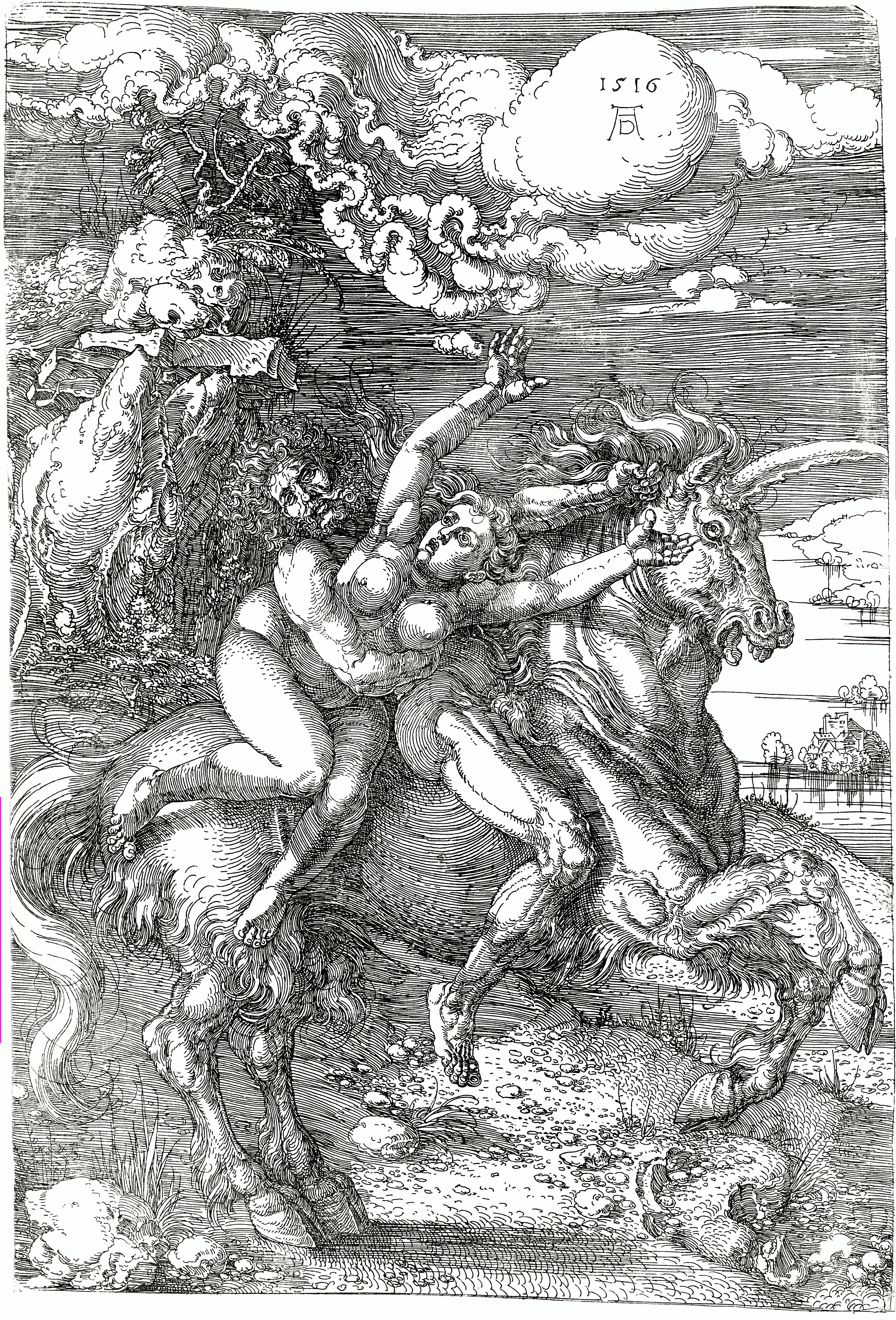
Pluto raubt Proserpina (Eisenradierung von Albrecht Dürer, 1516)

## Eigenschaften
Pluton entspricht weitgehend dem Hades. Mit ihm oft gleichgesetzt wurde Plutos, der Gott des (unterirdischen) Reichtums. Ob und wie die drei – Hades, Pluton und Plutos – ursprünglich unterschieden wurden, lässt sich heute kaum mehr sagen. Platon beispielsweise meint, Pluton/Plutos sei durchwegs positiv zu sehen als der Spender von Reichtum, Hades aber sei der Name des unsichtbaren Todbringers, dessen Namen die Menschen nicht zu nennen wagten und den sie deshalb euphemistisch Pluton nannten. Ein Unterschied lässt sich jedenfalls festmachen:
Im Gegensatz zu Hades wurde Pluton zusammen mit Demeter und Kore verschiedentlich kultisch verehrt. Ein Heiligtum des Pluton wird als Plutonion bezeichnet. Man hat daher vermutet, dass Pluton von Eleusis ausging und dass die Verbreitung seines Kultes Ausdruck eines neuen, der Botschaft der Mysterien entsprechenden Gottesbildes war. Die inschriftlichen Zeugnisse des frühen Pluton-Kultes weisen jedenfalls nach Attika und in die Umgebung von Eleusis.
In die lateinische Literatur ging Pluto als der Entführer der Proserpina (= griech. Persephone) ein, prägend wirkte dabei die Gestaltung des Mythos durch Ovid. Entsprechend dem griechischen Mythos wurde Pluto zum Herrscher der Unterwelt, nachdem Jupiter (griech. = Zeus) ihrem gemeinsamen Vater Saturnus (griechisch = Kronos) die Herrschaft über die Welt entrissen und sie mit seinen älteren Brüdern Neptunus (griechisch = Poseidon) und Pluto geteilt hatte.
Mit Pluton oft gleichgesetzte römische Unterweltsgötter sind Dis, Orcus und Eubuleus.